# Copa da Liga Inglesa
A Copa da Liga Inglesa (English Football League Cup ou League Cup em inglês), oficialmente chamada de EFL Cup ou atualmente de Carabao Cup por motivos de patrocínio, é uma competição inglesa de futebol, a qual é jogada no sistema eliminatório simples, porém, ao contrário da Copa da Inglaterra, apenas os 72 clubes membros da English Football League (que organiza a competição) e os 20 da Premier League podem entrar, totalizando 92 clubes.
O torneio é disputado em sete rodadas, sempre sendo em jogo único, exceto nas semifinais, que são ida e volta. A final é disputada no Wembley que é o único jogo da competição disputado em campo neutro e em um fim de semana, geralmente em um domingo. As duas primeiras rodadas são divididas em seções Norte e Sul, e um sistema de byes baseado no nível da liga garante a entrada de equipes com classificação mais alta nas rodadas posteriores e adia a entrada de equipes ainda envolvidas em competições europeias.
O vencedor se classifica para a fase "play-off" da UEFA Conference League, caso não tenham se classificado para a Champions League ou Europa League levando em conta a sua posição na tabela da Premier League. 
Em caso do time campeão já estar classificado para a Champions League ou Europa League da temporada seguinte devido à sua posição na Premier League, a vaga é repassada ao melhor time não classificado a nenhuma competição europeia, geralmente sendo o 7º colocado.

## História
Alan Hardaker, que era secretário da Football League, inicialmente propôs a competição como uma maneira de os clubes não sofrerem com receitas perdidas, já que na época estava acontecendo uma redução do número de partidas jogadas e o campeonato nacional estava sendo reformulado.

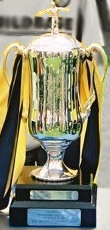
Troféu da Copa da Liga de 1985-96 do Oxford United F.C., coloquialmente chamado de "Milk Cup"

O troféu foi pago pelo presidente da Liga Inglesa Joe Richards, que estava tão orgulhoso desta nova competição que resolveu gravar seu nome no troféu. Ele via a competição como uma etapa provisória para a reorganização da liga. Sua prioridade era a reorganização total das divisões, considerando a diminuição de clubes em cada divisão e a implantação do sistema onde quatro clubes eram promovidos e quatro clubes rebaixados.
A competição se estabeleceu em uma época em que a média de público nos dias de partida estavam diminuindo consideravelmente. A liga tinha perdido por volta de 1 milhão de espectadores se comparado com o ano anterior. E um dos maiores desacordos encontrados para a implementação dessa competição foi sobre a divisão das receitas entre os clubes.
Durante a década de 1950, a maioria dos clubes estavam equipando seus estádios com refletores. Esta mudança abriu a oportunidade de explorar os jogos na parte da noite durante o inverno. A temporada 1960-61 consolidou a competição como sendo especificamente para os dias da semana.
O Aston Villa foi o primeiro campeão ao derrotar o Rotherham United pelo placar de 3x2 em uma final disputada em dois jogos. Nesta época o futebol na Inglaterra estava sendo considerado de baixa qualidade em comparação com o que era jogado no continente e o fato de times como Burnley e Wolverhampton sendo os representantes ingleses nas competições europeias só corroborava o fato para muitos.
A criação da Copa da Liga deu um maior poder de negociação com a UEFA e com esse poder Hardaker ameaçou a entidade máxima do futebol europeu com um boicote à Taça da UEFA caso o vencedor da nova liga não se classificasse para a competição continental. A tática deu certo, mas a UEFA pediu para que esse vencedor esteja disputando a primeira divisão nacional. O Tottenham Hotspur foi a primeira equipe à classificar-se para a competição europeia. Os vencedores das edições de 1967 e 1969 (Queens Park Rangers e Swindon Town respectivamente) não participaram da Taça da UEFA, pois não estavam na divisão de elite do futebol inglês.

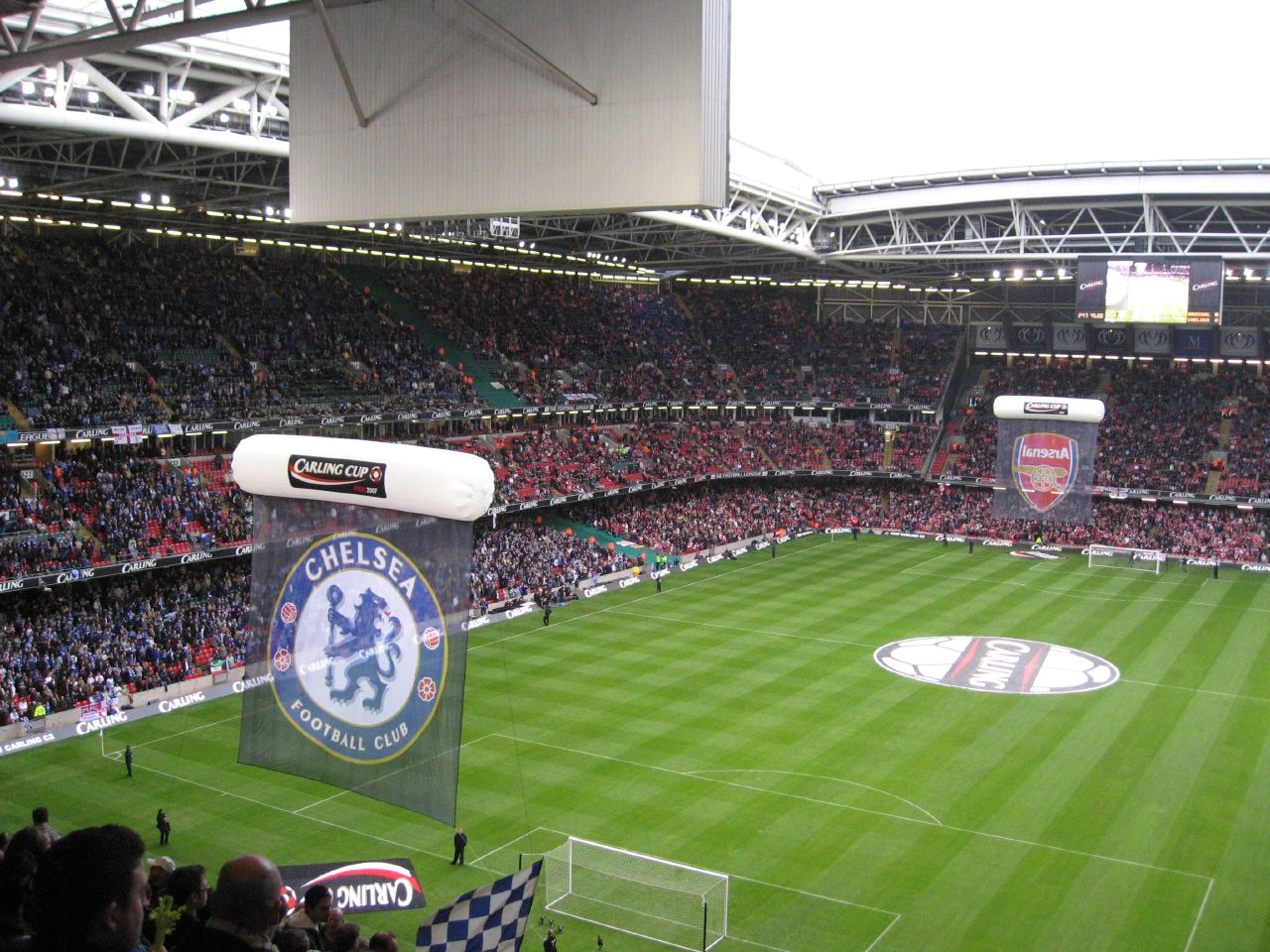
Final da Copa da Liga de 2007 entre Arsenal e Chelsea

Antes do acordo com a UEFA, a competição não atraia a atenção dos clubes maiores. O Manchester United recusou-se a jogar na temporada 1968, Everton escolheu não competir em 1970, para que pudessem dar mais atenção à Liga dos Campeões. No ano seguinte a participação dos clubes foi declarada obrigatória.
Por conta da tragédia de Heysel, onde 39 pessoas morreram, os clubes ingleses foram proibidos de disputar competições europeias por tempo indeterminado a partir de 1985, prejudicando diretamente o Norwich City, Arsenal, Oxford United, Luton Town e Nottingham Forest que iriam disputar competições na temporada 1985-86. Mesmo quando a punição foi extinta em 1990, ainda levou mais dois anos para que a Inglaterra tivesse representantes, pois este processo foi feito de forma gradual.

## Finais
Nota: * indica tempo extra

### 1961–1966 (2 partidas)
| Temporada | Campeão       | Resultado   | Vice-Campeão     | Locais                         |
| --------- | ------------- | ----------- | ---------------- | ------------------------------ |
| 1961      | Aston Villa   | 0 - 2 3 - 0 | Rotherham United | Milmoor Villa Park             |
| 1962      | Norwich City  | 0 - 3 1 - 0 | Rochdale         | Spotland Carrow Road           |
| 1963      | Birmingham    | 3 - 1 0 - 0 | Aston Villa      | St. Andrews Villa Park         |
| 1964      | Leicester     | 1 - 1 3 - 2 | Stoke City       | Victoria Ground Filbert Street |
| 1965      | Chelsea       | 3 - 2 0 - 0 | Leicester        | Stamford Bridge Filbert Street |
| 1966      | West Bromwich | 1 - 2 4 - 1 | West Ham         | Upton Park The Hawthorns       |

### Desde 1967 (jogo único)
| Temporada | Campeão             | Resultado         | Vice-Campeão        | Locais                                    |
| --------- | ------------------- | ----------------- | ------------------- | ----------------------------------------- |
| 1967      | Queens Park Rangers | 3 - 2             | West Bromwich       | Wembley                                   |
| 1968      | Leeds               | 1 - 0             | Arsenal             | Wembley                                   |
| 1969      | Swindon Town        | 3 - 1             | Arsenal             | Wembley                                   |
| 1970      | Manchester City     | 2 - 1             | West Bromwich       | Wembley                                   |
| 1971      | Tottenham           | 2 - 0             | Aston Villa         | Wembley                                   |
| 1972      | Stoke City          | 2 - 1             | Chelsea             | Wembley                                   |
| 1973      | Tottenham           | 1 - 0             | Norwich City        | Wembley                                   |
| 1974      | Wolverhampton       | 2 - 1             | Manchester City     | Wembley                                   |
| 1975      | Aston Villa         | 1 - 0             | Norwich City        | Wembley                                   |
| 1976      | Manchester City     | 2 - 1             | Newcastle           | Wembley                                   |
| 1977      | Aston Villa         | 0 - 0 1 - 1 3 - 2 | Everton             | Wembley Hillsborough Stadium Old Trafford |
| 1978      | Nottingham Forest   | 0 - 0 3 - 2       | Liverpool           | Wembley Old Trafford                      |
| 1979      | Nottingham Forest   | 3 - 2             | Southampton         | Wembley                                   |
| 1980      | Wolverhampton       | 1 - 0             | Nottingham Forest   | Wembley                                   |
| 1981      | Liverpool           | 1 - 1 2 - 1       | West Ham            | Wembley Villa Park                        |
| 1982      | Liverpool           | 3 - 1             | Tottenham           | Wembley                                   |
| 1983      | Liverpool           | 2 - 1             | Manchester United   | Wembley                                   |
| 1984      | Liverpool           | 0 - 0 1 - 0       | Everton             | Wembley Maine Road                        |
| 1985      | Norwich City        | 1 - 0             | Sunderland          | Wembley                                   |
| 1986      | Oxford United       | 3 - 0             | Queens Park Rangers | Wembley                                   |
| 1987      | Arsenal             | 2 - 1             | Liverpool           | Wembley                                   |
| 1988      | Luton Town          | 3 - 2             | Arsenal             | Wembley                                   |
| 1989      | Nottingham Forest   | 3 - 1             | Luton Town          | Wembley                                   |
| 1990      | Nottingham Forest   | 1 - 0             | Oldham              | Wembley                                   |
| 1991      | Sheffield Wednesday | 1 - 0             | Manchester United   | Wembley                                   |
| 1992      | Manchester United   | 1 - 0             | Nottingham Forest   | Wembley                                   |
| 1993      | Arsenal             | 2 - 1             | Sheffield Wednesday | Wembley                                   |
| 1994      | Aston Villa         | 3 - 1             | Manchester United   | Wembley                                   |
| 1995      | Liverpool           | 2 - 1             | Bolton              | Wembley                                   |
| 1996      | Aston Villa         | 3 - 0             | Leeds               | Wembley                                   |
| 1997      | Leicester           | 1 - 1 1 - 0       | Middlesbrough       | Wembley Hillsborough Stadium              |
| 1998      | Chelsea             | 2 - 0             | Middlesbrough       | Wembley                                   |
| 1999      | Tottenham           | 1 - 0             | Leicester           | Wembley                                   |
| 2000      | Leicester           | 2 - 1             | Tranmere Rovers     | Wembley                                   |
| 2001      | Liverpool           | 1 - 1 5x4 pen     | Birmingham          | Millenium Stadium                         |
| 2002      | Blackburn           | 2 - 1             | Tottenham           | Millenium Stadium                         |
| 2003      | Liverpool           | 2 - 0             | Manchester United   | Millenium Stadium                         |
| 2004      | Middlesbrough       | 2 - 1             | Bolton              | Millenium Stadium                         |
| 2005      | Chelsea             | 3 - 2             | Liverpool           | Millenium Stadium                         |
| 2006      | Manchester United   | 4 - 0             | Wigan               | Millenium Stadium                         |
| 2007      | Chelsea             | 2 - 1             | Arsenal             | Millenium Stadium                         |
| 2008      | Tottenham           | 2 - 1             | Chelsea             | Wembley                                   |
| 2009      | Manchester United   | 0 - 0 4x1 pen     | Tottenham           | Wembley                                   |
| 2010      | Manchester United   | 2 - 1             | Aston Villa         | Wembley                                   |
| 2011      | Birmingham          | 2 - 1             | Arsenal             | Wembley                                   |
| 2012      | Liverpool           | 2 - 2 3x2 pen     | Cardiff             | Wembley                                   |
| 2013      | Swansea             | 5 - 0             | Bradford            | Wembley                                   |
| 2014      | Manchester City     | 3 - 1             | Sunderland          | Wembley                                   |
| 2015      | Chelsea             | 2 - 0             | Tottenham           | Wembley                                   |
| 2016      | Manchester City     | 1 - 1 3x1 pen     | Liverpool           | Wembley                                   |
| 2017      | Manchester United   | 3 - 2             | Southampton         | Wembley                                   |
| 2018      | Manchester City     | 3 - 0             | Arsenal             | Wembley                                   |
| 2019      | Manchester City     | 0 - 0 4x3 pen     | Chelsea             | Wembley                                   |
| 2020      | Manchester City     | 2 - 1             | Aston Villa         | Wembley                                   |
| 2021      | Manchester City     | 1 - 0             | Tottenham           | Wembley                                   |
| 2022      | Liverpool           | 0 - 0 11x10 pen   | Chelsea             | Wembley                                   |
| 2023      | Manchester United   | 2 - 0             | Newcastle           | Wembley                                   |
| 2024      | Liverpool           | 1 - 0             | Chelsea             | Wembley                                   |
| 2025      | Newcastle           | 2 - 1             | Liverpool           | Wembley                                   |

## Títulos por clube
- Em caso de número de títulos de campeão iguais, prevalece o número de títulos de vice, e após isso, a antiguidade do primeiro título de campeão.

| Clube               | Copas | Vices | Edições                                                     |
| ------------------- | ----- | ----- | ----------------------------------------------------------- |
| Liverpool           | 10    | 5     | 1981, 1982, 1983, 1984, 1995, 2001, 2003, 2012, 2022 e 2024 |
| Manchester City     | 8     | 1     | 1970, 1976, 2014, 2016, 2018, 2019, 2020 e 2021             |
| Manchester United   | 6     | 4     | 1992, 2006, 2009, 2010, 2017 e 2023                         |
| Aston Villa         | 5     | 4     | 1961, 1975, 1977,1994 e 1996                                |
| Chelsea             | 5     | 4     | 1965, 1998, 2005, 2007 e 2015                               |
| Tottenham           | 4     | 5     | 1971, 1973, 1999 e 2008                                     |
| Nottingham Forest   | 4     | 2     | 1978, 1979, 1989 e 1990                                     |
| Leicester City      | 3     | 2     | 1964, 1997 e 2000                                           |
| Arsenal             | 2     | 6     | 1987 e 1993                                                 |
| Norwich City        | 2     | 2     | 1962 e 1985                                                 |
| Birmingham          | 2     | 1     | 1963 e 2011                                                 |
| Wolverhampton       | 2     | 0     | 1974 e 1980                                                 |
| West Bromwich       | 1     | 2     | 1966                                                        |
| Middlesbrough       | 1     | 2     | 2004                                                        |
| Newcastle           | 1     | 2     | 2025                                                        |
| Leeds               | 1     | 1     | 1968                                                        |
| Stoke City          | 1     | 1     | 1972                                                        |
| Luton Town          | 1     | 1     | 1988                                                        |
| Sheffield Wednesday | 1     | 1     | 1991                                                        |
| Queens Park Rangers | 1     | 1     | 1967                                                        |
| Oxford              | 1     | 0     | 1986                                                        |
| Blackburn           | 1     | 0     | 2002                                                        |
| Swansea             | 1     | 0     | 2013                                                        |
| Swindon Town        | 1     | 0     | 1969                                                        |

## Patrocínios
Desde a edição de 1982, a competição passou a levar o nome de seu patrocinador.
| Período    | Patrocinador                 | Nome                      |
| ---------- | ---------------------------- | ------------------------- |
| 1960–1982  | Sem patrocinador principal   | Football League Cup       |
| 1982–1986  | Milk Marketing Board         | Milk Cup                  |
| 1986–1990  | Littlewoods                  | Littlewoods Challenge Cup |
| 1990–1992  | Rumbelows                    | Rumbelows Cup             |
| 1992–1998  | Coca-Cola                    | Coca-Cola Cup             |
| 1998–2003  | Worthington Breweryn         | Worthington Cup           |
| 2003–2012  | Molson Coors Brewing Company | Carling Cup               |
| 2012–2016  | Capital One                  | Capital One Cup           |
| 2016–2017  | Sem Patrocinador Principal   | EFL Cup                   |
| 2017–Atual | Carabao                      | Carabao Cup               |